# طوق شعر
عِصابة الرأس أو العَصبة أو قَوْس الشعر أو طوق الشعر أو الربطة أو التوكة أو البندنة لباس رأس وإكسسوار ترتديه النساء للزينة أو لإبعاد شعرهن عن حجب العينين. يصنع القوس غالباً من مادة مطاطية من اللدائن أو الفلز. وتتنوع أشكاله وتصميماته، وأحياناً يرتديه الرجال طويلو الشعر لأغراض السلامة والصحة المهنية.